# زيريسناي برهان مهاري
زيريسناي برهان مهاري (بالإنجليزية: Zeresenay Berhane Mehari)‏ (مواليد 1974)، هُو مُخرج ومُنتج أفلام إثيوبي.

## وصلات خارجية
- زيريسناي برهان مهاري في قاعدة بيانات الأفلام على الإنترنت